# Hiendelaencina
Hiendelaencina – gmina w Hiszpanii, w prowincji Guadalajara, w Kastylii-La Mancha, o powierzchni 19,22 km². W 2011 roku gmina liczyła 154 mieszkańców.